# Архангельський ліс
Арха́нгельський ліс — заповідне урочище місцевого значення в Україні. Розташоване на території Бериславського району Херсонської області, на південний захід від смт Архангельське. 

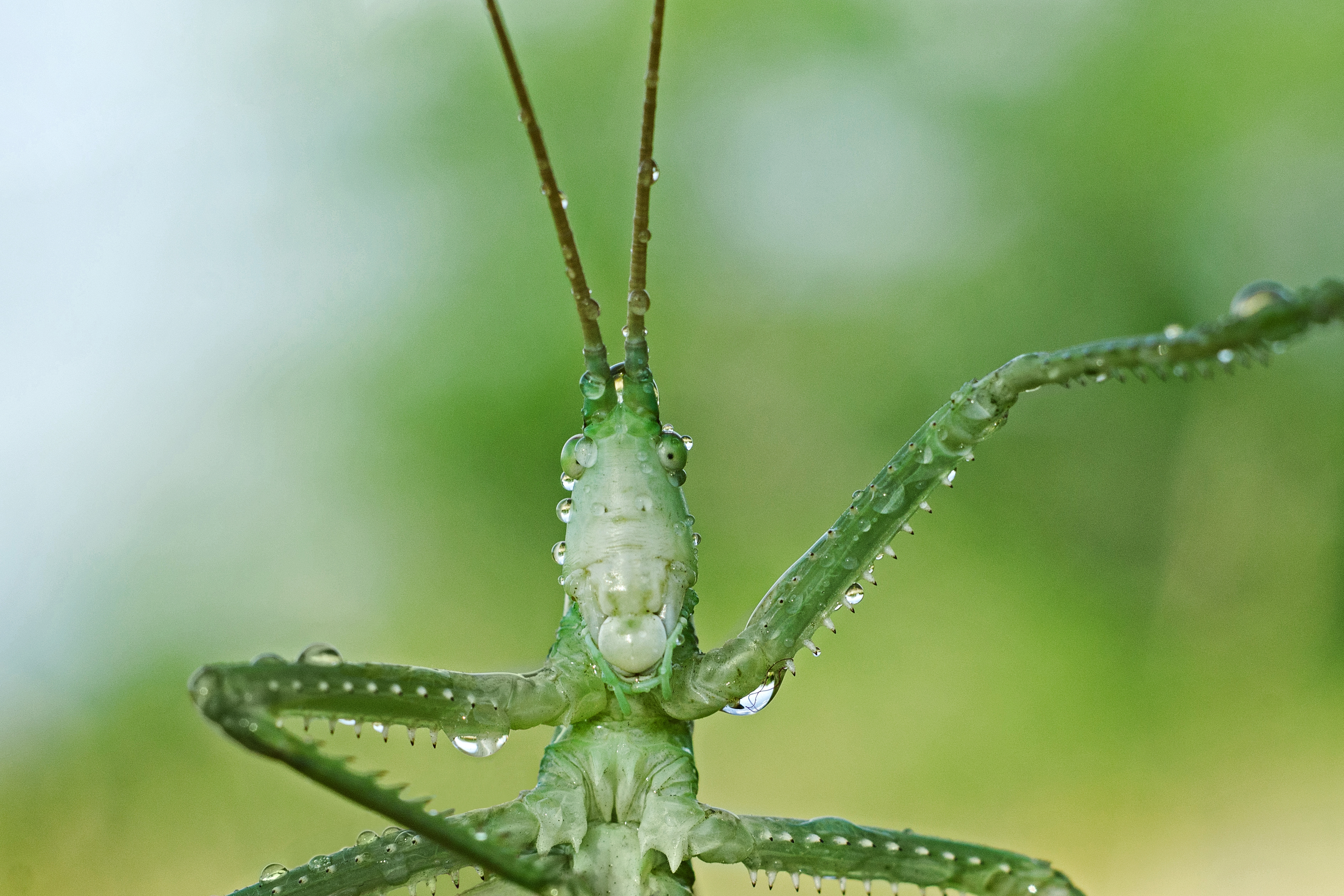
Коник дибка степова (Червона книга України) в урочищі)

Площа 30 га. Статус присвоєно згідно з рішенням Херсонського облвиконкому від 19.08.1983 року № 441/16. Перебуває у віданні ДП «Великоолександрівське ЛМГ» (кв. 18, вид. 2—9, 11—16, 30—32). 
Статус присвоєно для збереження штучно створених лісових насаджень, закладених 1846 року на лівобережжі річки Інгулець.